# Vida Vencienė
Vida Vencienė (née le 28 mai 1961) est une ancienne fondeuse soviétique. Elle a également porté les couleurs de la Lituanie.

## Carrière
En 1988, aux Jeux olympiques d'hiver de 1988 à Calgary, Vida Vencienė s'impose sur le 10 km classique, devant sa compatriote Raisa Smetanina et la finlandaise Marjo Matikainen. Trois jours plus tard, elle se classe troisième sur le 5 km classique, derrière Marjo Matikainen et la soviétique Tamara Tikhonova.
Vida Vencienė a pris sa retraite internationale en 1994, à l'issue des Jeux olympiques d'hiver de 1994 de Lillehammer.

## Palmarès

### Jeux olympiques
- Jeux olympiques d'hiver de 1988 à Calgary  Canada
  -  Médaille d'or sur 10 km classique
  -  Médaille de bronze sur 5 km classique

### Coupe du monde
- Meilleur classement final: 5e en 1988
- 3 podiums dont 1 victoire[1]

#### Victoire individuelle
| Date            | Lieu    | pays   | Compétition |
| --------------- | ------- | ------ | ----------- |
| 14 février 1988 | Calgary | Canada | 10km TC     |

Légende :

TC = classique

TL = libre

MS = départ en masse

HS = départ avec handicap

PU = poursuite